# Touraine

Lage in Frankreich

Die Touraine [ˈtuʁɛn] ist eine historische Provinz in Frankreich. Ihre Hauptstadt ist Tours.

## Lage und Geschichte
Die Touraine wird von der Loire und ihren Nebenflüssen Cher, Vienne und Indre durchzogen, sie gehört zum Großraum des Pariser Beckens und ist Teil der Region Centre-Val de Loire. Sie erstreckt sich hauptsächlich über das Département Indre-et-Loire und Teile der Départements Loir-et-Cher und Indre. Die Touraine erhielt ihren Namen von dem gallischen Stamm der Turonen. Sie wurde schon früh der Garten Frankreichs genannt und war im Mittelalter und der Renaissance der bevorzugte Aufenthaltsort der französischen Könige. Bekannt sind ihre zahlreichen Schlösser, wie Amboise, Azay-le-Rideau, Chenonceau, Chinon, Loches und Villandry.
In der Touraine befinden sich 29 erhaltene Dolmen (z. B. Dolmen d’Hys, Dolmen de la Grotte aux Fées, Dolmen von Mallée, Dolmen von Marcilly, Le Pavé de Saint Lazare, Les Palets de Gargantua), 23 Menhire (z. B. Menhir von Vaujours, Steinreihe Les Trois Chiens) und acht Steine mit Wetzrillen. Die Dolmen der Touraine sind ungleichmäßig verteilt. Es bestehen drei Gruppen: 
- Die erste und größte Gruppe liegt nordwestlich der Loire.
- Die zweite und kleinste befindet sich im nördlichen Teil von Lochois und reicht an die Tourangelle Champeigne heran.
- Die dritte und dichteste, liegt das rund um das Vienne-Tal.

## Appellation Touraine
Weinbaurechtlich hat die Touraine auch den Status einer Appellation d’Origine Contrôlée (AOC). Die Geschichte des Weins in dieser Region ist unauflöslich mit der Geschichte Frankreichs verwoben und reicht bis ins 4. Jahrhundert zurück. Die vielschichtigen Böden und der Einfluss des Kontinentalklimas sind die beiden zentralen Faktoren, die den Weinbau der Touraine bestimmen. Die hier gewonnenen Weine stammen aus unterschiedlichen Rebsorten, unter anderem aus Gamay für die Rotweine (60 Prozent des Rebsortenbestands) und Sauvignon Blanc für die Weißweine (80 Prozent), und geben sich aromatisch und lebhaft mit Noten von roten Früchten bzw. Geißblatt und Tropenfrüchten.

## Persönlichkeiten

Historische Fahne der Touraine

- Honoré de Balzac
- René Descartes
- Jacques-François Menou
- François Rabelais
- Martin von Tours
- Alfred de Vigny
- Leonardo da Vinci